# Esli chočeš' byt' sčastlivym
Esli chočeš' byt' sčastlivym (Если хочешь быть счастливым) è un film del 1974 diretto da Nikolaj Nikolaevič Gubenko.

## Trama
I personaggi principali del film sono persone di professioni difficili ma romantiche. Lui è un pilota collaudatore, lei è una giornalista televisiva. Sembrerebbe che la loro vita sia piena di lavoro, persone, viaggi. Per otto anni di matrimonio, non possono contare un totale di tre quando erano insieme. Eppure sono felici.